# Argiope perforata
Argiope perforata är en spindelart som beskrevs av Schenkel 1963. Argiope perforata ingår i släktet Argiope och familjen hjulspindlar. Inga underarter finns listade i Catalogue of Life.

## Bildgalleri

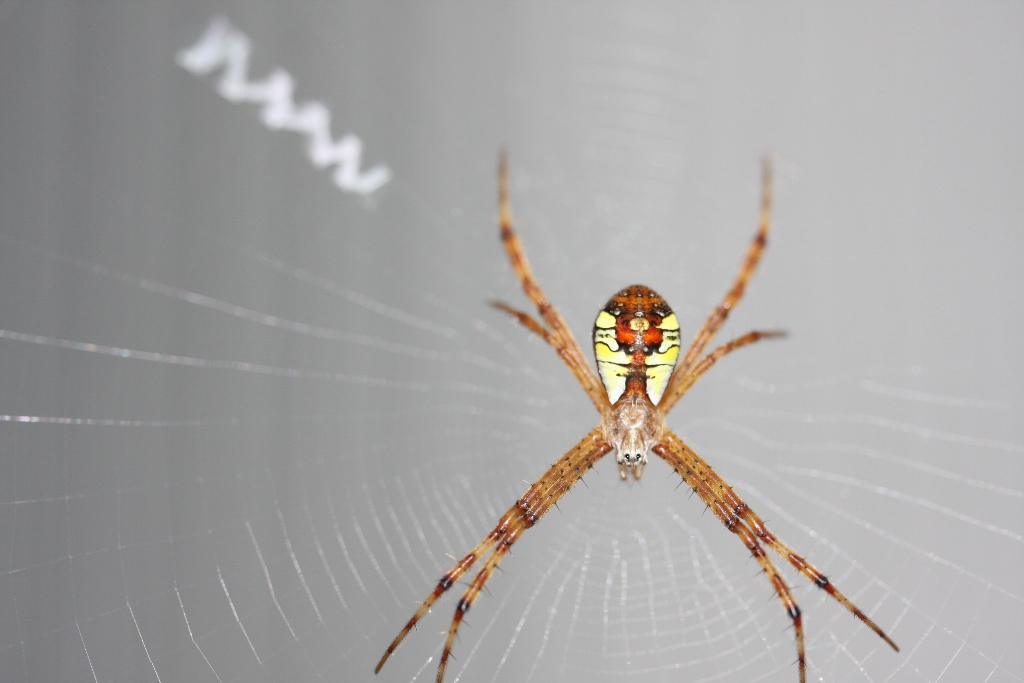
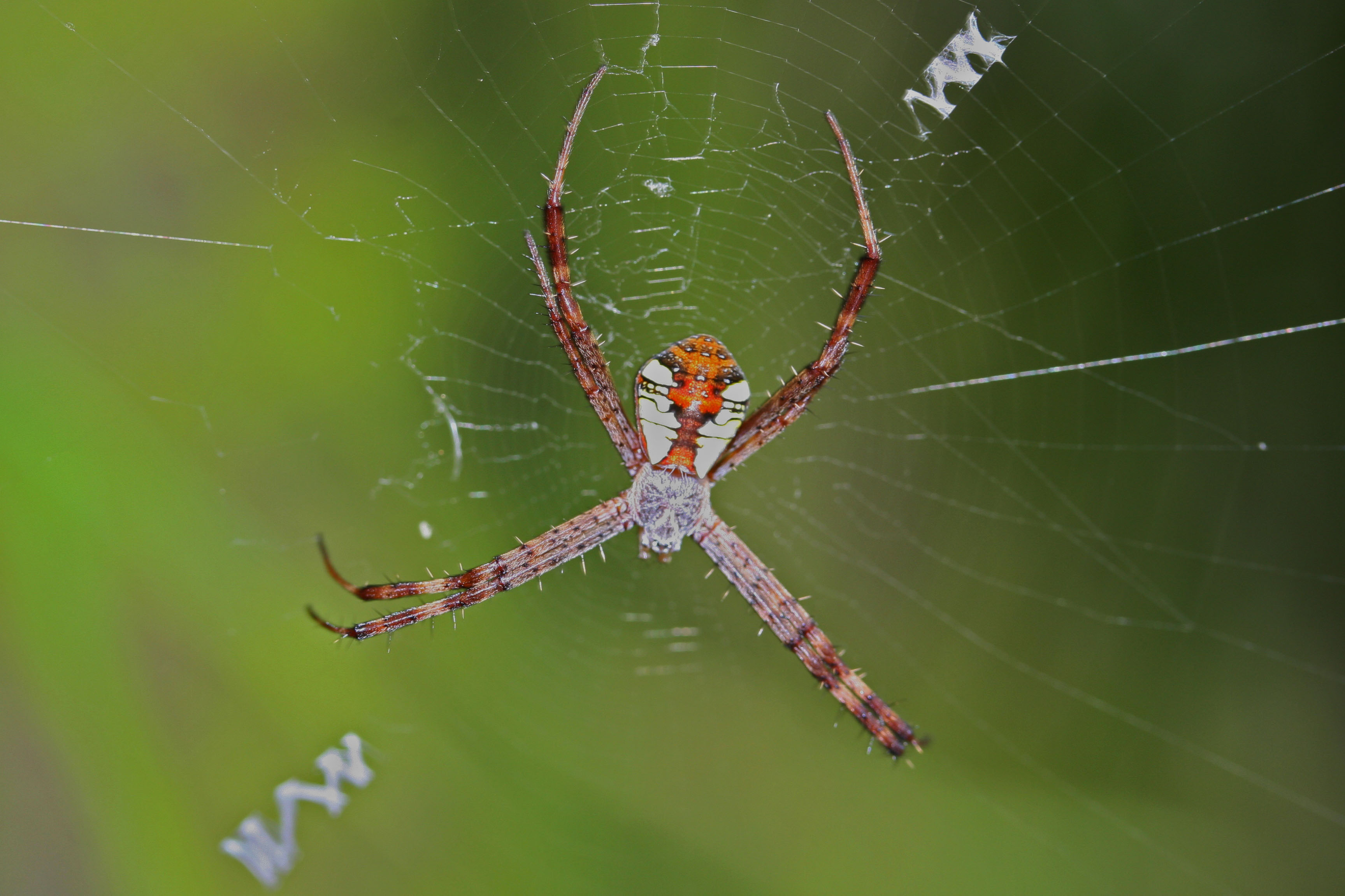